# Migas

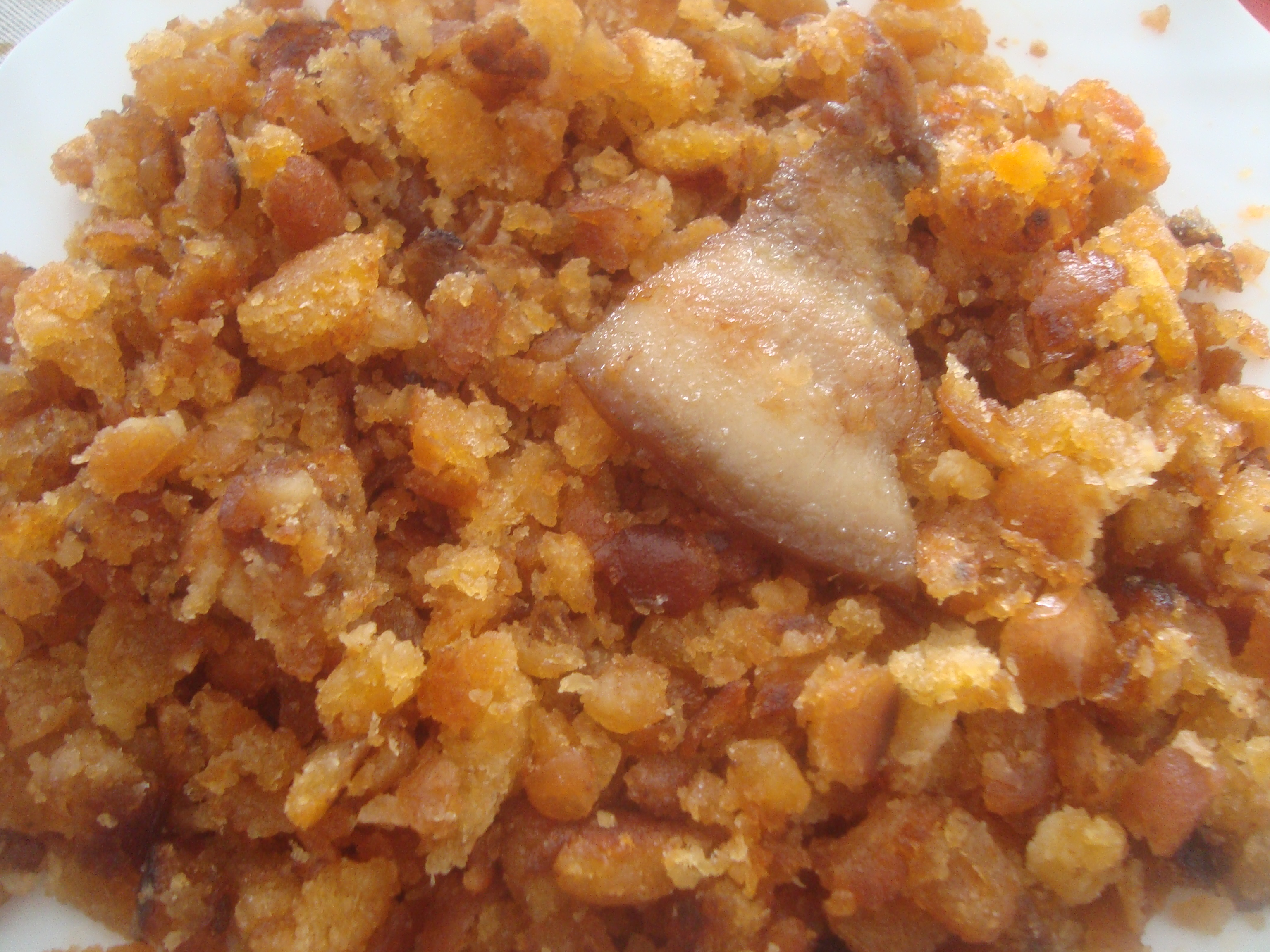
In Konsistenz und Farbe perfekt zubereitete Migas de pan mit Speck

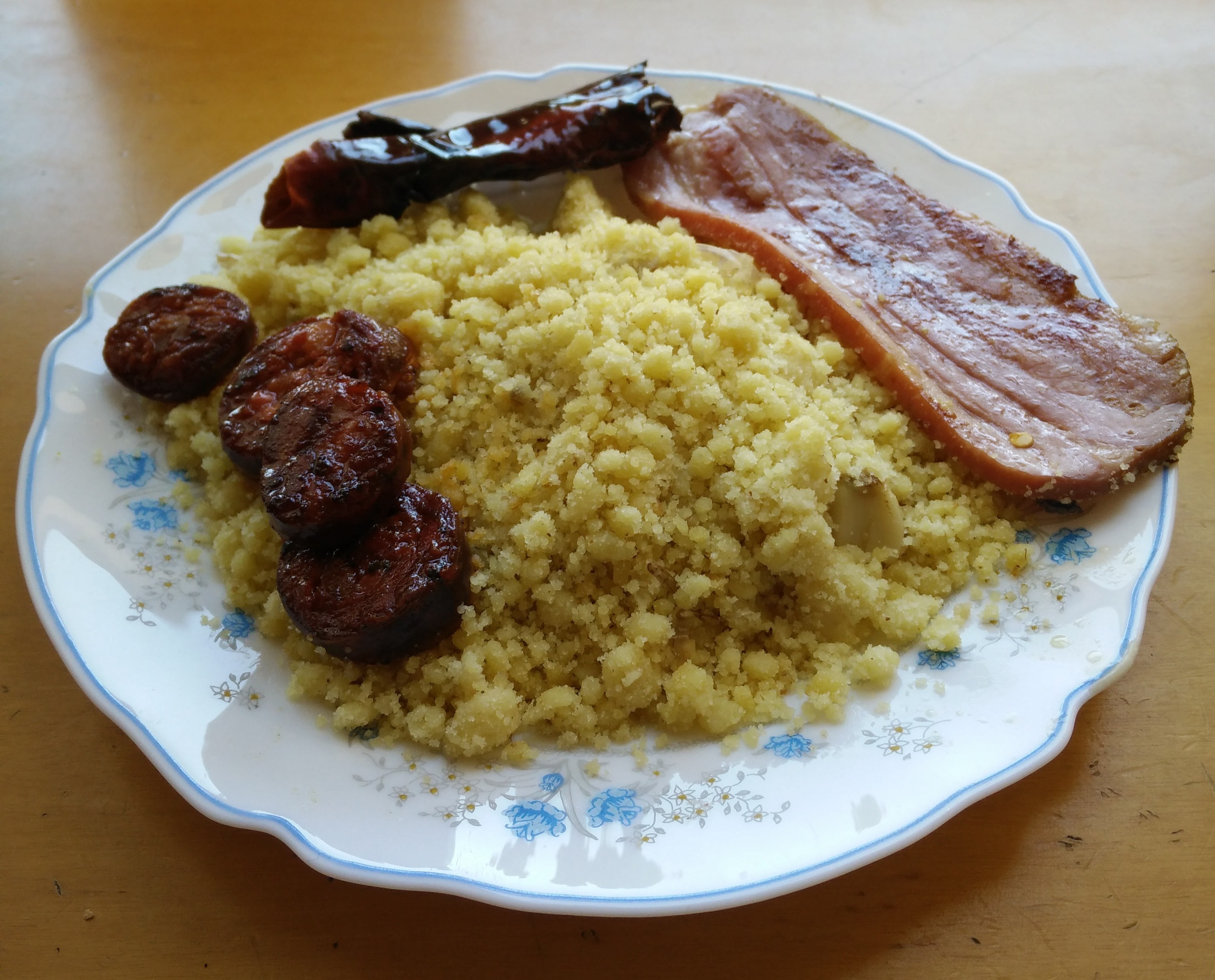
Migas aus Hartweizengrieß aus der Provinz Almería

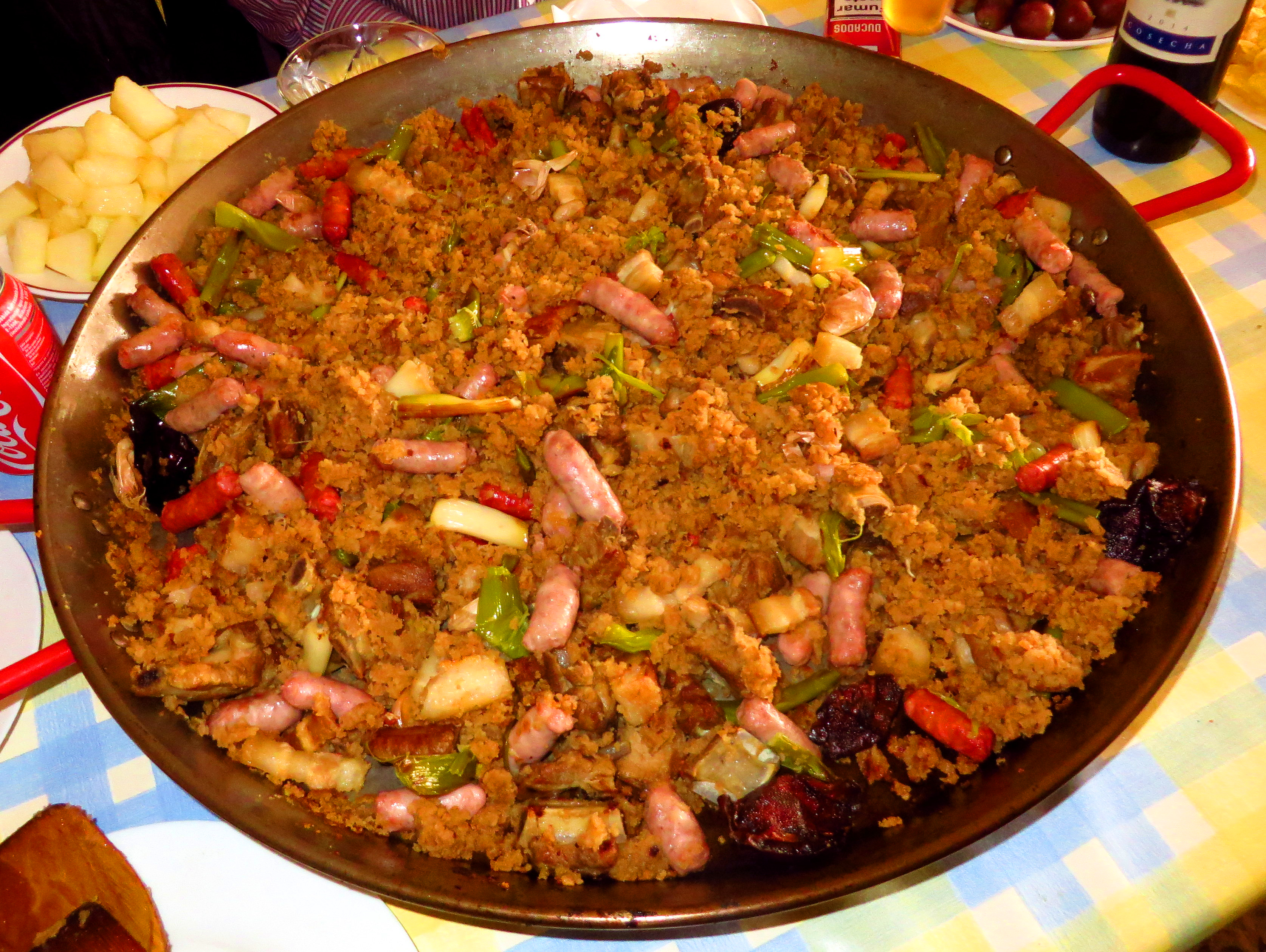
Reichhaltig garnierte Migas aus der Region Murcia

Migas (spanisch, portugiesisch; von lateinisch mica ‚Krume, Krümel‘) ist in spanisch- und portugiesischsprachigen Ländern eine generische Bezeichnung für ursprünglich aus dem Milieu der Hirten- und Landarbeiter stammende Gerichte, deren Gemeinsamkeit darin besteht, dass die aus angefeuchtetem altbackenen Brot (migas de pan) bzw. einer Brandmasse aus Weizenmehl (migas de harina) oder Hartweizengrieß (migas de sémola de trigo) bestehende Hauptzutat in mit Knoblauch aromatisiertem Olivenöl erhitzt und so lange bei mittlerer Temperaturzufuhr gerührt und zerstoßen wird, bis die Brot- bzw. Getreidemasse das Olivenöl vollständig aufgesogen hat und der Wassergehalt der Masse soweit reduziert ist, dass die kleinbröckige („krümelige“) Textur entsteht, auf die sich die Bezeichnung migas bezieht.
Migas werden in unterschiedlichen Varianten zubereitet und können je nach Region oder Saison mit Zutaten wie Trauben, Melone, Sardellen, Gurke oder Bacalao garniert werden.
Überregionale Bekanntheit und Beliebtheit haben die ursprünglich aus Nordspanien stammenden Migas de Pastor („Migas nach Schäferart“) erlangt, bei denen die drei Grundzutaten Brot, Olivenöl und Knoblauch durch Zugabe von Paprikapulver, frischem Speck und Chorizos angereichert werden. Als zusätzliche Garnitur werden beim Anrichten Trauben, pochierte Eier oder Spiegeleier und die als Pimientos de Padrón bekannten Bratpaprika verwendet.  
Die Migas haben ihre ursprüngliche Funktion als kalorienreiches und wärmendes Armeleuteessen seit dem ausgehenden 20. Jahrhundert zumindest auf der Iberischen Halbinsel weitgehend verloren. Nicht zuletzt durch den vielerorts geförderten Kulturtourismus konnten sich jedoch die traditionellen regionalen Varianten nicht nur erhalten, sondern fanden  durch feinere Zutaten (wie beispielsweise Serrano-Schinken oder Gambas) als Vorspeise, als Hauptgericht oder als vielseitig kombinierbare Beilage zu hochpreisigen Nahrungsmitteln sogar Eingang in die gehobene Gastronomie. Auch das einstige Image der Migas als bescheidenes Resteessen hat durch die zunehmende Sensibilisierung für den Umgang mit Lebensmitteln eine positive Wendung erfahren.
In spanischen Supermärkten werden neben grob gewürfeltem Migas-Brot auch unterschiedliche Migasrezepturen als Fertiggericht angeboten. Die Zubereitungsart und Textur insbesondere der auf dem Abbrennen von Teigmassen basierenden Migas-Varianten findet sich in ähnlicher Form auch in anderen Regionen Europas, wie beispielsweise beim Riebel oder Sterz des deutschsprachigen Alpenraums.